# ويليام ك. سيباستيان
ويليام ك. سيباستيان (بالإنجليزية: William King Sebastian) هو محامي وقاضي وسياسي أمريكي، ولد في 1812 في سنترفيل في الولايات المتحدة، وتوفي في 20 مايو 1865 في ممفيس في الولايات المتحدة. حزبياً، نشط في الحزب الديمقراطي. وقد انتخب عضو مجلس ولاية أركنساس وانتخب عضو مجلس الشيوخ الأمريكي.